# العلاقات الأوكرانية البيلاروسية
العلاقات الأوكرانية البيلاروسية هي العلاقات الثنائية التي تجمع بين أوكرانيا وروسيا البيضاء.

## مقارنة بين البلدين
هذه مقارنة عامة ومرجعية للدولتين:
| وجه المقارنة                                              | أوكرانيا                                   | روسيا البيضاء                    |
| --------------------------------------------------------- | ------------------------------------------ | -------------------------------- |
| المساحة (كم2)                                             | 603.63 ألف                                 | 207.60 ألف                       |
| عدد السكان (نسمة)                                         | 45.55 مليون                                | 9.50 مليون                       |
| الكثافة السكانية (ن./كم²)                                 | 75.46                                      | 45.76                            |
| العاصمة                                                   | كييف                                       | مينسك                            |
| اللغة الرسمية                                             | اللغة الأوكرانية                           | اللغة البيلاروسية، اللغة الروسية |
| العملة                                                    | هريفنا أوكرانية، كاربوفانيتس، روبل سوفييتي | روبل بلاروسي                     |
| الناتج المحلي الإجمالي (بليون دولار)                      | 112.15 مليار                               | 54.44 مليار                      |
| الناتج المحلي الإجمالي (تعادل القوة الشرائية) بليون دولار | 352.98 مليار                               | 168.35 مليار                     |
| الناتج المحلي الإجمالي الاسمي للفرد دولار أمريكي          | 2.11 ألف                                   | 5.74 ألف                         |
| الناتج المحلي الإجمالي للفرد دولار أمريكي                 | 8.66 ألف                                   | 18.18 ألف                        |
| مؤشر التنمية البشرية                                      | 0.747                                      | 0.798                            |
| رمز المكالمات الدولي                                      | +380                                       | +375                             |
| رمز الإنترنت                                              | .ua، .укр ‏                                 | .by، .бел                        |
| المنطقة الزمنية                                           | ت ع م+02:00، ت ع م+03:00، توقيت شرق أوروبا | ت ع م+03:00                      |

## مدن متوأمة
في ما يلي قائمة باتفاقيات التوأمة بين مدن أوكرانية وبيلاروسية:
- ترتبط كورستين مع مازير باتفاقية توأمة.
- ترتبط إيفانو-فرانكيفسك مع برست باتفاقية توأمة منذ 9 نوفمبر 2006.[16][16][16][16]
- ترتبط فاسيلكيف مع دزيارجينسك باتفاقية توأمة.
- ترتبط كريفي ريه مع جودزينا باتفاقية توأمة.[17]
- ترتبط كريمنشوك مع باريساو باتفاقية توأمة منذ 2012.[18]
- ترتبط بيرياسلاف مع Vileyka [الإنجليزية]‏ باتفاقية توأمة.
- ترتبط بولتافا مع بارانافيتشي باتفاقية توأمة منذ 2010.[19][19]
- ترتبط Solomianskyi District [الإنجليزية]‏ مع غوميل باتفاقية توأمة منذ 9 أكتوبر 2009.
- ترتبط أوديسا مع مينسك باتفاقية توأمة منذ 1990.[20][21][20][21]
- ترتبط لوتسك مع برست باتفاقية توأمة منذ 23 يناير 2014.[22][23][24][25]
- ترتبط Khartsyzk [الإنجليزية]‏ مع مازير باتفاقية توأمة.
- ترتبط دونيتسك مع غوميل باتفاقية توأمة منذ 1987.
- ترتبط تشرنيغوف مع غوميل باتفاقية توأمة منذ 1 سبتمبر 2007.[26][26][26][26]
- ترتبط Novovolynsk [الإنجليزية]‏ مع بارانافيتشي باتفاقية توأمة منذ 25 مايو 2003.[27][27][27]
- ترتبط ميليتوبول مع Pukhavichy district [الإنجليزية]‏ باتفاقية توأمة.
- ترتبط كييف مع مينسك باتفاقية توأمة منذ 1995.[28][29][28][28]

## منظمات دولية مشتركة
يشترك البلدان في عضوية مجموعة من المنظمات الدولية، منها:
| علم المنظمة | اسم المنظمة                               | تاريخ انضمام أوكرانيا | تاريخ انضمام روسيا البيضاء |
| ----------- | ----------------------------------------- | --------------------- | -------------------------- |
|             | اتفاقية السماوات المفتوحة                 | ?                     | ?                          |
|             | منظمة الأمن والتعاون في أوروبا            | 30 يناير 1992         | 30 يناير 1992              |
|             | مؤسسة التمويل الدولية                     | 18 أكتوبر 1993        | 2 نوفمبر 1992              |
|             | منظمة حظر الأسلحة الكيميائية              | ?                     | ?                          |
|             | الأمم المتحدة                             | 24 أكتوبر 1945        | 24 أكتوبر 1945             |
|             | الاتحاد الدولي للاتصالات                  | 7 مايو 1947           | 7 مايو 1947                |
|             | منظمة الشرطة الجنائية الدولية             | ?                     | ?                          |
|             | البنك الدولي للإنشاء والتعمير             | 3 سبتمبر 1992         | 10 يوليو 1992              |
|             | الاتحاد البريدي العالمي                   | ?                     | ?                          |
|             | المركز الدولي لتسوية المنازعات الاستشارية | 7 يوليو 2000          | 9 أغسطس 1992               |
|             | وكالة ضمان الاستثمار متعدد الأطراف        | 19 يوليو 1994         | 3 ديسمبر 1992              |
|             | يونسكو                                    | 12 مايو 1954          | 12 مايو 1954               |
|             | مجموعة الموردين النوويين                  | ?                     | ?                          |

## أعلام
هذه قائمة لبعض الشخصيات التي تربطها علاقات بالبلدين:
- ألكسندر لوكاشينكو (رئيس روسيا البيضاء، 30 أغسطس 1954[36] – )
- أولغا كوريلنكو (14 نوفمبر 1979[37][38] – )
- سفيتلانا أليكسييفيتش (31 مايو 1948[39][40] – )
- سيرجي كوروليوف (مهندس صواريخ سوفيتي، 30 ديسمبر 1906 – 14 يناير 1966[41])
- سيرجي لوزنيتسا (5 سبتمبر 1964[42][43] – )
- سيرغي كورنيلينكو (لاعب كرة قدم بيلاروسي، 14 يونيو 1983[44] – )
- فيكتور يانوكوفيتش (9 يوليو 1950[45] – )

## وصلات خارجية
- موقع وزارة الخارجية الأوكرانية
- موقع وزارة الخارجية البيلاروسية